# Polypterus endlicheri
El bichir ensillado (Polypterus endlicheri) Heckel 1847 es un pez de agua dulce, una de las especies más grandes del género Polypterus.

## Descripción
La máxima longitud registrada de esta especie es de 63,0 cm. El peso máximo registrado es de 3,3 kg.
Es reconocible por su cabeza aplanada con una prominente mandíbula inferior. Su dorso es de color verde y amarillo. La cabeza y las aletas presentan manchas negras.
El bichir ensillado es piscívoro. Su dieta también incluye caracoles y crustáceos. Su ciclo reproductivo empieza en la estación lluviosa, cuando cambian la temperatura y la química del agua. También se sabe que esta especie esparce sus huevos en el agua. Polypterus endlicheri puede vivir en un acuario con un mantenimiento adecuado.

## Hábitat y distribución
Polypterus endlicheri se encuentra en hábitats de agua dulce cerca del fondo. Habita en climas tropicales.
El bichir ensillado vive en el río Nilo, la cuenca del Chad, el río Níger, el río Volta y el río Bandama, en África. Polypterus endlicheri puede encontrarse en Camerún, Nigeria, Burkina Faso, Ghana, Chad, Costa de Marfil, Mali, Sudán, Benín y República Centroafricana.